# Adolphe Alphand
Jean-Charles Adolphe Alphand, nascut el 1817 a Grenoble i mort el 1891 a París, inhumat al cementiri del Père-Lachaise (divisió 66), era un enginyer dels Ponts i Calçades. Sota Napoleó III, Alphand va participar en la renovació de París dirigida pel Baró Haussmann entre 1852 i 1870, en companyia del seu confrare Eugène Belgrand i del jardiner Jean-Pierre Barillet-Deschamps.
Adolphe Alphand va condicionar sobretot:
- la plaça del Temple.
- l'avinguda de l'Observatori.
- els jardins dels  Champs-Élysées.
- el parc Monceau.
- el passeig  Richard-Lenoir.
- el bosc de Vincennes.
- el parc Montsouris.
- el bosc de Boulogne.
- el parc des Buttes-Chaumont.
- la plaça Santiago du Chili.

Després de l'acomiadament d'Haussmann, el seu successor Léon Say confia a Alphand la direcció dels treballs. Dirigeix fins i tot el servei de les Aigües a la mort de Belgrand el 1878. S'ocupa en particular:
- de les fortificacions de París i dels forts avançats.
- dels jardins del Trocadéro, realitzats per a l'Exposició universal de 1878.
- de la preparació de l'Exposició universal de 1889.

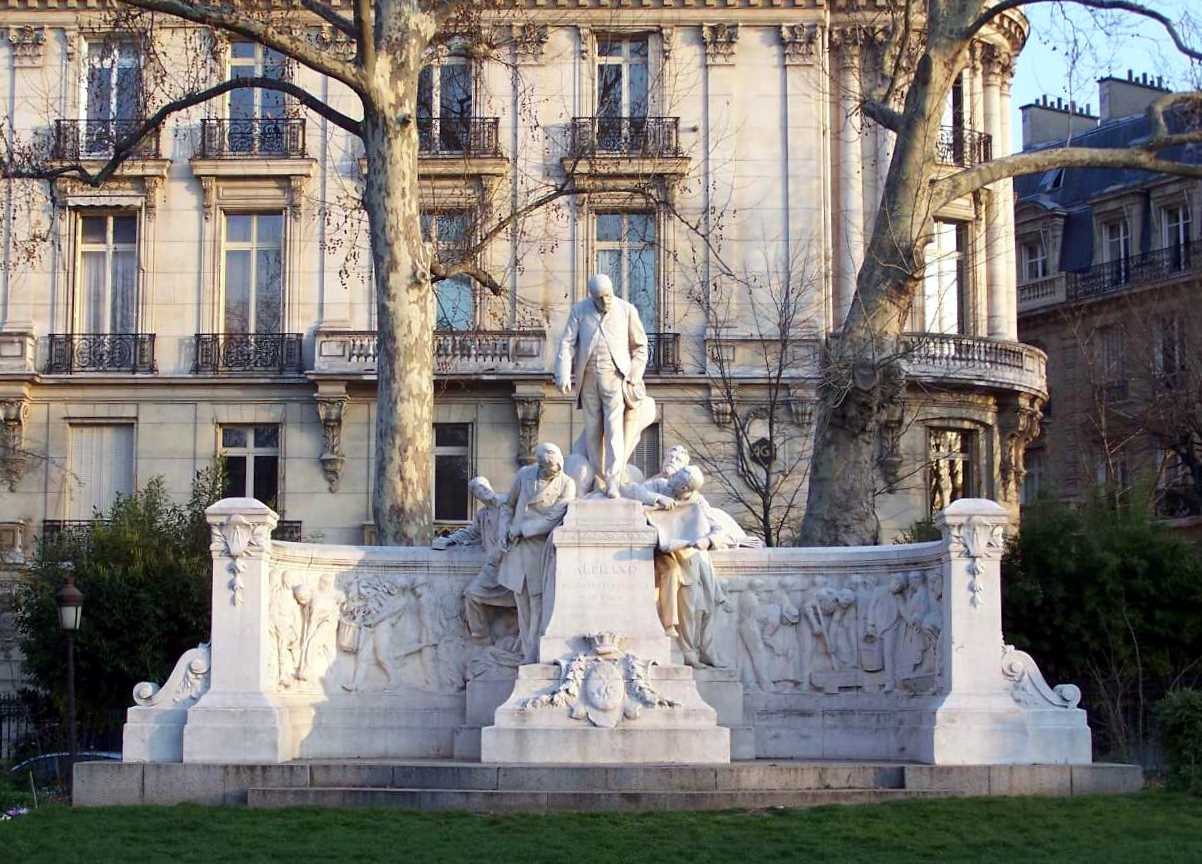
El monument a Alphand, avinguda Foch de París,